# Les Basses d'Alpicat
Les Basses d'Alpicat és una Entitat Singular de població de 879 habitants als afores de Lleida, El Segrià,
 famosa per tenir un parc municipal on hi havia un càmping i les piscines més grans de la ciutat. Aquestes instal·lacions van tenir molta importància als anys 60 i 70, però tancaren el 2003. Una pista d'atletisme i una zona de barbacoes són les úniques instal·lacions encara en actiu.